# Panthera onca mesembrina
A Panthera onca mesembrina az emlősök (Mammalia) osztályának ragadozók (Carnivora) rendjébe, ezen belül a macskafélék (Felidae) családjába tartozó jaguár egyik fosszilis alfaja.

## Előfordulása
Ez a fosszilis jaguár Észak-Amerikában és Dél-Amerikában egyaránt előfordult. Az állat a kora és késő pleisztocén idején élt, azaz 1,8 millió és 11 ezer évvel ezelőtt.
A maradványait a chilei Cueva del Mylodonnál, a brazíliai Piauí államban, valamint a Washington állambeli Adams megyében találták meg.

## Testtömege
Legendre és Roth eddig csak két Panthera onca mesembrina példányt tanulmányoztak át alaposabban. Szerintük az egyik 46,3 kilogrammos volt, míg a második példány 129,1 kilogrammos lehetett.

## Fordítás
- Ez a szócikk részben vagy egészben  a   Panthera onca mesembrina című angol Wikipédia-szócikk ezen változatának fordításán alapul.  Az eredeti cikk szerkesztőit annak laptörténete sorolja fel. Ez a jelzés csupán a megfogalmazás eredetét és a szerzői jogokat jelzi, nem szolgál a cikkben szereplő információk forrásmegjelöléseként.

## Lásd még
- Panthera onca augusta